# Polska Futbol Liga 9 2021
La Polska Futbol Liga 9 2021 è la 1ª edizione del campionato di football a 9, organizzato dalla ZFAP.

## Squadre partecipanti
| Club                          | Città               | Stadio | Sponsor ufficiale | Risultato nella stagione 2020 |
| ----------------------------- | ------------------- | ------ | ----------------- | ----------------------------- |
| Angels Toruń                  | Toruń               |        |                   |                               |
| Armada Szczecin               | Stettino            |        |                   |                               |
| Barbarians Koszalin           | Koszalin            |        |                   |                               |
| Bielawa Owls                  | Bielawa             |        |                   |                               |
| Grizzlies Gorzów Wielkopolski | Gorzów Wielkopolski |        |                   |                               |
| Jaguars Kąty Wrocławskie      | Kąty Wrocławskie    |        |                   |                               |
| Kraków Kings B                | Cracovia            |        |                   |                               |
| Olsztyn Lakers                | Olsztyn             |        |                   |                               |
| Renegades Świdnica            | Świdnica            |        |                   |                               |
| Rhinos Wyszków                | Wyszków             |        |                   |                               |
| Silesia Rebels B              | Katowice            |        |                   |                               |
| Święci Częstochowa            | Częstochowa         |        |                   |                               |
| Towers Opole                  | Opole               |        |                   |                               |
| Tytani Lublin                 | Lublino             |        |                   |                               |
| Warsaw Eagles B               | Varsavia            |        |                   |                               |
| Wataha Zielona Góra           | Zielona Góra        |        |                   |                               |
| Ząbki Dukes                   | Ząbki               |        |                   |                               |
| Żurawica Cranes               | Żurawica            |        |                   |                               |

## Stagione regolare

### Calendario

#### 1ª giornata
| Częstochowa 14 agosto 2021, ore 15:00 | Święci Częstochowa | 0 – 48 referto | Żurawica Cranes | Miejski Stadion Lekkoatletyczny w Częstochowie\| Arbitro: \| Romańczyk \| |
| Arbitro:                              | Romańczyk          |                |                 |                                                                           |

| Lublino 14 agosto 2021, ore 16:00 | Tytani Lublin | 28 – 22 referto | Warsaw Eagles B | Miejski Klub Sportowy Start\| Arbitro: \| Soczówka \| |
| Arbitro:                          | Soczówka      |                 |                 |                                                       |

| Wyszków 14 agosto 2021, ore 17:00 | Rhinos Wyszków | 6 – 26 referto | Olsztyn Lakers | WOSIR\| Arbitro: \| Radziński \| |
| Arbitro:                          | Radziński      |                |                |                                  |

| Szopienice 15 agosto 2021, ore 13:00 | Silesia Rebels B | 18 – 14 referto | Kraków Kings B | Ośrodek Sportowy Szopienice\| Arbitro: \| Soczówka \| |
| Arbitro:                             | Soczówka         |                 |                |                                                       |

#### 2ª giornata
| Olsztyn 21 agosto 2021, ore 13:00 | Olsztyn Lakers | 58 – 7 referto | Tytani Lublin | Piłka Siatkowa Azs Uwm\| Arbitro: \| Pruszkowski \| |
| Arbitro:                          | Pruszkowski    |                |               |                                                     |

| Toruń 21 agosto 2021, ore 14:00 | Angels Toruń | 34 – 8 referto | Barbarians Koszalin | Boisko MOSIR\| Arbitro: \| Żołądek \| |
| Arbitro:                        | Żołądek      |                |                     |                                       |

| Kąty Wrocławskie 21 agosto 2021, ore 15:00 | Jaguars Kąty Wrocławskie | 54 – 20 referto | Renegades Świdnica | GOKiS\| Arbitro: \| Walentynowicz \| |
| Arbitro:                                   | Walentynowicz            |                 |                    |                                      |

| Zielona Góra 21 agosto 2021, ore 17:00 | Wataha Zielona Góra | 16 – 29 referto | Bielawa Owls | Stadio del football americano\| Arbitro: \| Romańczyk \| |
| Arbitro:                               | Romańczyk           |                 |              |                                                          |

| Stettino 22 agosto 2021, ore 14:00 | Armada Szczecin | 54 – 0 referto | Grizzlies Gorzów Wielkopolski | Stadion Miejski\| Arbitro: \| Soczówka \| |
| Arbitro:                           | Soczówka        |                |                               |                                           |

| Varsavia 22 agosto 2021, ore 15:00 | Warsaw Eagles B | 42 – 6 referto | Ząbki Dukes | GKS Świt\| Arbitro: \| Pruszkowski \| |
| Arbitro:                           | Pruszkowski     |                |             |                                       |

#### 3ª giornata
| Toruń 28 agosto 2021, ore 14:00 | Angels Toruń | 6 – 40 referto | Armada Szczecin | Boisko MOSiR\| Arbitro: \| Soczówka \| |
| Arbitro:                        | Soczówka     |                |                 |                                        |

| Bielawa 29 agosto 2021, ore 14:00 | Bielawa Owls | 34 – 13 referto | Jaguars Kąty Wrocławskie | Bielawianka\| Arbitro: \| Oraczewski \| |
| Arbitro:                          | Oraczewski   |                 |                          |                                         |

| Częstochowa 29 agosto 2021, ore 15:00 | Święci Częstochowa | 0 – 52 referto | Silesia Rebels B | Miejski Stadion Lekkoatletyczny\| Arbitro: \| Ratajczak \| |
| Arbitro:                              | Ratajczak          |                |                  |                                                            |

#### 4ª giornata
| Cracovia 4 settembre 2021, ore 12:00 | Kraków Kings B | 58 – 7 referto | Święci Częstochowa | Com-Com Zone |

| Koszalin 4 settembre 2021, ore 16:00 | Barbarians Koszalin | 44 – 14 referto | Grizzlies Gorzów Wielkopolski | Stadion im. Stanisława Figasa w Koszalinie |

| 5 settembre 2021, ore 14:00 | Renegades Świdnica | 18 – 44 referto | Towers Opole |  |

| Ząbki 5 settembre 2021, ore 16:00 | Ząbki Dukes | 0 – 51 referto | Rhinos Wyszków | Dozbud Arena |

#### 5ª giornata
| Olsztyn 11 settembre 2021, ore 13:00 | Olsztyn Lakers | 78 – 0 referto | Ząbki Dukes | Piłka Siatkowa Azs Uwm |

| Przemyśl 11 settembre 2021, ore 16:00 | Żurawica Cranes | 14 – 50 referto | Silesia Rebels B | Stadion piłkarski „CZUWAJ” |

| Opole 12 settembre 2021, ore 12:00 | Towers Opole | 0 – 41 referto | Wataha Zielona Góra | Boisko futbolowe |

#### 6ª giornata
| Koszalin 18 settembre 2021, ore 13:00 | Barbarians Koszalin | 0 – 54 referto | Angels Toruń | Stadion im. Figasa |

| Świdnica 18 settembre 2021, ore 15:00 | Renegades Świdnica | 0 – 52 referto | Bielawa Owls |  |

| Varsavia 19 settembre 2021, ore 14:00 | Warsaw Eagles B | 7 – 28 referto | Olsztyn Lakers | GKS Świt |

#### 7ª giornata
| Cracovia 25 settembre 2021, ore 12:00 | Kraków Kings B | 36 – 0 referto | Żurawica Cranes | J&J Sport Center |

| Lublino 25 settembre 2021, ore 15:00 | Tytani Lublin | 13 – 39 referto | Rhinos Wyszków | Stadion Lekkoatletyczny |

| Gorzów Wielkopolski 25 settembre 2021, ore 15:00 | Grizzlies Gorzów Wielkopolski | 0 – 64 referto | Armada Szczecin |  |

| Zielona Góra 26 settembre 2021, ore 12:00 | Wataha Zielona Góra | 60 – 0 referto | Renegades Świdnica | Stadio del football americano |

| Bielawa 26 settembre 2021, ore 14:00 | Bielawa Owls | 30 – 14 referto | Towers Opole | Bielawianka |

#### 8ª giornata
| Kąty Wrocławskie 2 ottobre 2021, ore 15:00 | Jaguars Kąty Wrocławskie | 44 – 20 referto | Wataha Zielona Góra | GOKiS |

| Stettino 2 ottobre 2021, ore 17:00 | Armada Szczecin | 40 – 0 referto | Barbarians Koszalin | MOSRiR |

| Szopienice 3 ottobre 2021, ore 10:00 | Silesia Rebels B | 74 – 6 referto | Święci Częstochowa | Ośrodek Sportowy Szopienice |

| Wyszków 3 ottobre 2021, ore 13:00 | Rhinos Wyszków | 23 – 2 referto | Warsaw Eagles B | WOSIR |

#### 9ª giornata
| 9 ottobre 2021, ore 12:00 | Grizzlies Gorzów Wielkopolski | 0 – 20 referto | Angels Toruń |  |

| Kaszyce 9 ottobre 2021, ore 13:00 | Żurawica Cranes | 18 – 40 referto | Kraków Kings B | T.S. Biało-Czerowni Kaszyce |

| Ząbki 10 ottobre 2021, ore 16:00 | Ząbki Dukes | 8 – 45 referto | Tytani Lublin | Dozbud Arena |

| Opole 10 ottobre 2021, ore 16:00 | Towers Opole | 38 – 42 referto | Jaguars Kąty Wrocławskie | Boisko futbolowe |

### Classifiche
Le classifiche della regular season sono le seguenti:
- PCT = percentuale di vittorie, G = partite giocate, V = partite vinte,  P = partite perse, PF = punti fatti, PS = punti subiti

#### Girone A
| Pos. | Squadra         | PCT   | G | V | P | PF  | PS  |
| ---- | --------------- | ----- | - | - | - | --- | --- |
| 1    | Olsztyn Lakers  | 1.000 | 4 | 4 | 0 | 190 | 20  |
| 2    | Rhinos Wyszków  | .750  | 4 | 3 | 1 | 119 | 41  |
| 3    | Tytani Lublin   | .500  | 4 | 2 | 2 | 93  | 127 |
| 4    | Warsaw Eagles B | .250  | 4 | 1 | 3 | 73  | 85  |
| 5    | Ząbki Dukes     | .000  | 4 | 0 | 4 | 14  | 216 |

#### Girone B
| Pos. | Squadra                       | PCT   | G | V | P | PF  | PS  |
| ---- | ----------------------------- | ----- | - | - | - | --- | --- |
| 1    | Armada Szczecin               | 1.000 | 4 | 4 | 0 | 198 | 6   |
| 2    | Angels Toruń                  | .750  | 4 | 3 | 1 | 114 | 48  |
| 3    | Barbarians Koszalin           | .250  | 4 | 1 | 3 | 52  | 142 |
| 4    | Grizzlies Gorzów Wielkopolski | .000  | 4 | 0 | 4 | 14  | 182 |

#### Girone C
| Pos. | Squadra                  | PCT   | G | V | P | PF  | PS  |
| ---- | ------------------------ | ----- | - | - | - | --- | --- |
| 1    | Bielawa Owls             | 1.000 | 4 | 4 | 0 | 145 | 43  |
| 2    | Jaguars Kąty Wrocławskie | .750  | 4 | 3 | 1 | 153 | 112 |
| 3    | Wataha Zielona Góra      | .500  | 4 | 2 | 2 | 137 | 73  |
| 4    | Towers Opole             | .250  | 4 | 1 | 3 | 96  | 131 |
| 5    | Renegades Świdnica       | .000  | 4 | 0 | 4 | 38  | 210 |

#### Girone D
| Pos. | Squadra            | PCT   | G | V | P | PF  | PS  |
| ---- | ------------------ | ----- | - | - | - | --- | --- |
| 1    | Silesia Rebels B   | 1.000 | 4 | 4 | 0 | 194 | 34  |
| 2    | Kraków Kings B     | .750  | 4 | 3 | 1 | 148 | 43  |
| 3    | Żurawica Cranes    | .250  | 4 | 1 | 3 | 80  | 126 |
| 4    | Święci Częstochowa | .000  | 4 | 0 | 4 | 13  | 232 |

## Playoff

### Tabellone
|  | Quarti di finale         | Quarti di finale         | Quarti di finale         |                          |                 | Semifinali      | Semifinali | Semifinali |  |  | I Finał PFL9 | I Finał PFL9 | I Finał PFL9 |  |
|  |                          |                          |                          |                          |                 |                 |            |            |  |  |              |              |              |  |
|  | Bielawa Owls             | Bielawa Owls             | 27                       |                          |                 |                 |            |            |  |  |              |              |              |  |
|  | Bielawa Owls             | Bielawa Owls             | 27                       |                          |                 |                 |            |            |  |  |              |              |              |  |
|  | Kraków Kings B           | Kraków Kings B           | 14                       |                          |                 |                 |            |            |  |  |              |              |              |  |
|  | Kraków Kings B           | Kraków Kings B           | 14                       |                          | Bielawa Owls    | Bielawa Owls    | 26         |            |  |  |              |              |              |  |
|  |                          |                          |                          |                          | Bielawa Owls    | Bielawa Owls    | 26         |            |  |  |              |              |              |  |
|  |                          |                          | Angels Toruń             | Angels Toruń             | 14              |                 |            |            |  |  |              |              |              |  |
|  | Olsztyn Lakers           | Olsztyn Lakers           | Angels Toruń             | Angels Toruń             | 14              | 32              |            |            |  |  |              |              |              |  |
|  | Olsztyn Lakers           | Olsztyn Lakers           |                          |                          |                 |                 |            |            |  |  |              |              |              |  |
|  | Angels Toruń             | Angels Toruń             | 34                       |                          |                 |                 |            |            |  |  |              |              |              |  |
|  | Angels Toruń             | Angels Toruń             | 34                       |                          | Bielawa Owls    | Bielawa Owls    | 42         |            |  |  |              |              |              |  |
|  |                          |                          |                          |                          |                 |                 |            |            |  |  |              |              |              |  |
|  |                          |                          | Armada Szczecin          | Armada Szczecin          | 0               |                 |            |            |  |  |              |              |              |  |
|  | Armada Szczecin          | Armada Szczecin          | Armada Szczecin          | Armada Szczecin          | 0               | 24              |            |            |  |  |              |              |              |  |
|  | Armada Szczecin          | Armada Szczecin          |                          |                          |                 |                 |            |            |  |  |              |              |              |  |
|  | Rhinos Wyszków           | Rhinos Wyszków           | 21                       |                          |                 |                 |            |            |  |  |              |              |              |  |
|  | Rhinos Wyszków           | Rhinos Wyszków           | 21                       |                          | Armada Szczecin | Armada Szczecin | 34         |            |  |  |              |              |              |  |
|  |                          |                          |                          |                          | Armada Szczecin | Armada Szczecin | 34         |            |  |  |              |              |              |  |
|  |                          |                          | Jaguars Kąty Wrocławskie | Jaguars Kąty Wrocławskie | 28              |                 |            |            |  |  |              |              |              |  |
|  | Silesia Rebels B         | Silesia Rebels B         | Jaguars Kąty Wrocławskie | Jaguars Kąty Wrocławskie | 28              | 38              |            |            |  |  |              |              |              |  |
|  | Silesia Rebels B         | Silesia Rebels B         |                          |                          |                 |                 |            |            |  |  |              |              |              |  |
|  | Jaguars Kąty Wrocławskie | Jaguars Kąty Wrocławskie | 52                       |                          |                 |                 |            |            |  |  |              |              |              |  |

### Quarti di finale
| Olsztyn 16 ottobre 2021, ore 14:00 | Olsztyn Lakers | 32 – 34 referto | Angels Toruń | Boisko piłkarskie |

| Katowice 17 ottobre 2021, ore 13:00 | Silesia Rebels B | 38 – 52 referto | Jaguars Kąty Wrocławskie | MOSiR |

| Bielawa 17 ottobre 2021, ore 13:10 | Bielawa Owls | 27 – 14 referto | Kraków Kings B | Bielawianka |

| 17 ottobre 2021, ore 15:30 | Armada Szczecin | 24 – 21 referto | Rhinos Wyszków |  |

### Semifinali
| Stettino 30 ottobre 2021, ore 12:00 | Armada Szczecin | 34 – 28 referto | Jaguars Kąty Wrocławskie | MOSRiR |

| Bielawa 31 ottobre 2021, ore 12:00 | Bielawa Owls | 26 – 14 referto | Angels Toruń | Bielawianka |

### I Finał PFL9
| 13 novembre 2021, ore 15:00 | Bielawa Owls | 42 – 0 referto | Armada Szczecin |  |

## I Finał PFL9
La I Finał PFL9 è stata disputata il 13 novembre 2021. L'incontro è stato vinto dai Bielawa Owls sull'Armada Szczecin con il risultato di 42 a 0.

## Verdetti
- Bielawa Owls Campioni della PFL9 2021